# Dolichogenidea aceituno
Dolichogenidea aceituno (лат.) — вид мелких паразитоидных наездников рода Dolichogenidea из подсемейства Microgastrinae (Braconidae). Эндемики Чили (Атакама, Chanaral Island, Chanaral de Aceituno).

## Описание
Мелкие бракониды: длина тела 3,70 мм; длина переднего крыла 3,90 мм. Основная окраска чёрная, ноги светлее. Лицо ростриформное (скуловой промежуток длиннее ширины мандибул) и со слегка удлинёнными ротовыми частями; тергиты Т1 и Т2 полностью гладкие и блестящие; Т1 очень широкий у заднего края, почти четырёхугольный, его длина 1,05 × его ширины у заднего края; ножны яйцеклада 1,5 × длина метатибии; жилки переднего крыла в основном прозрачные; птеростигма в основном жёлтая, но с коричневыми краями; пальпы, тегулы и плечевой комплекс тёмно-коричневые; все коготки чёрные до тёмно-коричневых; передние бёдра тёмно-коричневые на задней половине, средние и задние бёдра полностью тёмно-коричневые. Среди всех видов с гладкими Т1 и Т2 D. aceituno очень выделяется благодаря удлинённой лицевой и ротовой частям, тёмной окраске тазиков и бедренных частей ног и широкому Т1. Биология неизвестна; предположительно, как и близкие виды эндопаразитоиды чешуекрылых.
Вид был впервые описан в 2025 году канадскими гименоптерологами Jose Fernandez-Triana и Caroline Boudreault (Canadian National Collection of Insects, Arachnids and Nematodes, Оттава, Канада). Видовое название дано по месту обнаружения типовой серии (Chanaral de Aceituno, на острове Чанарал), где расположен Национальный заповедник Пингуино де Гумбольдт, важный природный резерват для морской фауны.